# CGI (графіка)
CGI (англ. computer-generated imagery, букв. «Зображення, згенеровані комп'ютером») — спецефекти в кінематографі, телебаченні та симуляторах, створені за допомогою тривимірної комп'ютерної графіки. У комп'ютерних іграх зазвичай використовують комп'ютерну графіку в реальному часі, але періодично додають і внутрішньоігрові відео, в яких використовується CGI.

## Історія CGI у кіно
Уперше почали використовуватися 2D CGI, у фільмі Westworld (1973) Майкла Крайтона, хоча найперше застосування 3D зображень було в його сиквелі — Futureworld (1976), який містив CGI руки та обличчя персонажів відповідно до сюжету, створеними на той час аспірантами університету Юти Edwin Catmull і Fred Parke. Також комп'ютери з метою управління і контролю над рухом об'єктів у кадрі частково стали використовуватися в 1977 р. на зніманнях «Зоряних війн» та «Близьких контактів третього вигляду», поставлених відповідно двома головними представниками сучасного супервидовищного кіно — Дж. Лукасом і С. Спілбергом, що підтримали надтехнічну тенденцію, біля витоків якої стояв С. Кубрик зі своїм фільмом «2001: Космічна Одіссея» (1968). У 1982 р. група Дж. Вейє з лукасівської фірми ILM брала участь у створенні стрічки «Зоряний шлях II: Гнів Хана» — на комп'ютері відтворено неіснуюче гірське пасмо, а мертву планету перетворено на подібність Едему. Перші два фільми, в яких були зроблені великі інвестиції на виробництво спецефектів на основі CGI, а ось Tron (1982) і The Last Starfighter (1984), були комерційно невдалими, змушуючи більшість режисерів зменшити ставки на тотальне використання CGI для спецефектів у своїх фільмах, які, як передбачалося, повинні були створюватися на комп'ютерах. Перший найбільш реальний персонаж CGI (не рахуючи персонажа в Tron — найпростішого багатогранника, на ім'я Bit, він приймав різні форми перед солдатом) був створений Pixar для фільму Young Sherlock Holmes в 1985, це був лицар сформований з вітража. Фотореалістичний CGI не міг підкорити кінопромисловість до 1989 року, поки фільм The Abyss не зміг взяти премію Academy Award за Visual Effects. Industrial Light and Magic (ILM) виробляли фотореалістичні візуальні ефекти CGI, особливо водні та морські поверхні, істоту з морської води назвали псевдоподією, показаного в одній зі сцен фільму. Тріумфальний хід по кінокартинах CGI, приніс неймовірний комерційний успіх для Terminator2: Judgment Day (1991), застосування CGI довело, що неможливо поставити іншими методами, головного персонажа-злочинця, робота з рідкого металу Т-1000 Terminator. Він повністю підкорив глядачів рідким металом і ефектами перетворення. CGI образ Термінатора, дуже гармонійно був інтегрований на сцені, протягом усього фільму. Terminator 2 з CGI від ILM, також отримав Оскар за спецефекти. Фільм 1993 року Jurassic Park, де динозаври здавалися настільки живими, і були як CGI, інтегровані та комбіновані в фільмі, з грою акторів. Це було зроблено так бездоганно, що призвело до перевороту в кіноіндустрії. Спецефекти фільму Jurassic Park, відзначили перехід Голлівуду від анімації покадрового руху персонажів і стандартних оптичних ефектів, до цифрових технологій. У 1992 р. Релстон очолив колектив майстрів комп'ютерних ефектів у фільмі «Смерть їй личить» Земекіса (черговий «Оскар» — не можна було не оцінити наскрізну дірку, зроблену в тілі героїні Голді Хон, що любісінько розгулювала в кадрі). Але найзнаменитіший трюк, народжений Релстоном на комп'ютері, — це вигаданий герой Форрест Гамп з однойменної стрічки 1994 р. (знову режисера Земекіса), який у кінохроніці, що стала вже історією, вітається за руку з президентом Джоном Кеннеді. Отже, не дивно, що в активі Релстона опинилася вже п'ята в його кар'єрі золота статуетка Американської кіноакадемії. Проте за кількістю одержаних «Оскарів» лідирує майстер візуальних ефектів Д. Мерен, теж один зі співробітників лукасівської фірми ILM. У ЗО років він уперше опинився серед володарів «Оскара» за спецефекти до картини «Імперія завдає удару у відповідь», другої в циклі «Зоряних воєн».

### Спецефекти
На початку XXI століття, CGI став домінуючою формою спецефектів. Технології просунулися настільки, що стало можливим замінити віртуальними каскадерами — акторів, які майже не відрізнялися від акторів, яких CGI персонажі замінювали. Програмне забезпечення для трекінгу камери було доопрацьоване, щоб обробляти всі складні візуальні ефекти, які раніше були неможливі. CGI статисти також стали широко використовуватися в масових сценах. Графік розвитку CGI в кіно показує докладний перелік новаторського використання комп'ютерної графіки в кіно і на телебаченні.

### Анімаційні фільми
CGI за технологією 2D набули поширення в традиційно знятих анімаційних фільмах, де CGI доповнили намальовані на целулоїді художниками кадри. Застосування CGI використовувалося в проміжних кадрах між основних фаз, щоб рухи були найплавнішими та найправдоподібнішими, у таких сценах як бальні танці в Beauty and the Beast. У 1995 р. з'явилася перша повністю створена на комп'ютері анімаційна картина «Іграшкова історія» Дж. Лессітера, оголошена зразком кінематографа століття. Проте важливо й те, що в категорії «найкращі спецефекти» приз Американської кіноакадемії тоді дістався австралійській стрічці «Бейб» (або «Чотириногий малюк»). У ній британська компанія «Jim Henson's Creature Shop» застосувала неймовірні аніматронні ефекти із залученням складної комп'ютерної системи не тільки для оживлення тварин, але і для створення повного враження, що вони можуть синхронно розмовляти, причому на найбільших планах. «Комп'ютерні» тварини діють на екрані в найризикованіших для живих собак кадрах ремейку діснеївського мультфільму «Сто та один далматинець» (1996). CGI студії другого ешелону, такі як Blue Sky Studios (Fox), DNA Productions (Paramount Pictures and Warner Bros.), Onation Studios (Paramount Pictures), Sony Pictures Animation (Columbia Pictures), Vanguard Animation (Walt Disney Pictures, Lions Gate Films and 20th Century Fox), Big Idea Productions (Universal Pictures and FHE Pictures) і Pacific Data Images (Dreamworks SKG) почали запускати у виробництво свої проєкти. Існуючі компанії традиційної анімації, такі як Walt Disney, почала поступовий перехід від традиційної анімації до CGI.
Застосування комп'ютера в кіно, безперечно, прорив до раніше невідомої технології, яка може значно змінити всі наші уявлення про кінематограф. Не виключено, що кіно майбутнього взагалі зможе обходитися без акторів (комп'ютери скоро виявляться здатними відтворювати волосяний покрив і відтінки людської шкіри — штучні актори дуже дорого коштують). Робота ж режисера справді зведеться до професії комп'ютерного програміста, майстра візуальних спецефектів. Досягнення в технології CGI оголошують щороку, на конференції SIGGRAPH (Special Interest Group for Computer GRAPHics), щорічна конференція з комп'ютерної графіки та інтерактивної технології, в якій беруть участь десятки тисяч комп'ютерних професіоналів. Розробники комп'ютерних ігор та відеокарт прагнуть досягти тієї ж якості зображення на персональних комп'ютерах в режимі реального часу, наскільки це можливо, як для CGI фільмів і анімації. При швидкому просуванні в реальному часі якості візуалізації, художники почали використовувати ігрові рушії, для рендеру постановочних фільмів. Цей арт називається machinima.

## Технічний процес створення CGI
Для CGI фільмів зазвичай рендерилося зображення розміром близько 1.4 — 6 мегапікселів (MP). Для фільму Історія іграшок, наприклад, використовувався рендеринг розміром +1 536 922, це 1.42 MP. Час на візуалізацію одного кадру зазвичай займав близько 2-3 годин, і по десять проходів, для найскладніших сцен. Час візуалізації не сильно змінився за останні десятиліття, оскільки якість зображення прогресувала з такою ж швидкістю, як і апаратний прогрес, оскільки зі швидшими процесорами, ставали можливими, все складніші сцени. Експоненціальне зростання обчислювальної швидкості графічних процесорів, а також масового збільшення кількості основних процесорів, здешевлення зберігання і приріст швидкості та розміру пам'яті, значно збільшили потенціал виробництва CGI.